# Famille Jósika
Jósika de Branyicska (branyicskai Jósika en hongrois) est le patronyme d'une ancienne famille de la noblesse hongroise. 

## Histoire
La famille Jósika est originaire du village de Karánsebes, dans la région du Banat historique, où elle possédaient déjà de vastes domaines au XVIe siècle, époque à laquelle elle s'installe dans le comitat de Hunyad en Transylvanie en la personne de István I Jósika († 1598). Est ajouté à son nom en 1595 le prédicat de Branyicska (aujourd'hui Brănișca). La famille reçoit le titre de baron par lettre de cachet du 12 avril 1698 en faveur de Gábor II, magistrat du comitat (táblai ülnök), et de ses neveux Imre I, főispán du comitat de Torda, István III et Dániel Jósika († 1704).

## Membres notables
- István I Jósika († 1598), chancelier de Transylvanie.
- István II Jósika (1648–1696), capitaine de Déva.
- baron János Jósika (1778-1843), főispán de Hunyad, gouverneur de Transylvanie (1822-1834). Père du suivant.
- baron Miklós Jósika (1794-1867), écrivain, journaliste et homme politique hongrois. Époux de Júlia Jósika (hu), née baronne Podmaniczky, écrivaine et traductrice.
- baron Sámuel Jósika (hu) (1805-1860), chambellan KuK, véritable conseiller secret intérieur, Chancelier de Transylvanie. Chevalier de l'ordre de Saint-Étienne.
- baron Lajos Jósika (hu) (1807-1891), chambellan KuK, véritable conseiller secret, membre de la chambre des magnats, maître d'escrime, chevalier de l'Ordre de la Toison d'or.
- baron Kálmán Jósika (hu) (1837-1910), journaliste et dramaturge, neveu de Miklós.
- baron Sámuel Jósika (1848-1923), főispán, président de la chambre des magnats, parlementaire, ministre du Roi, conseiller secret interne.
- baron Gábor Jósika (1854°), officier (1er lieutenant), parlementaire, chambellan KuK (1881).

## Alliances notables
Báthori, Csáki, Teleki, Bethlen, Haller, Bornemisza, Károlyi, Wesselényi, Wass, Kendeffy

## Sources
- Iván Nagy : Magyarország családai
- Béla Kempelen : Magyar nemes családok
- Encyclopédie Kislexikon